# Polska Straż Obywatelska
Polska Straż Obywatelska przy Polskim Komitecie Bezpieczeństwa Publicznego w Mińsku Litewskim – polska organizacja paramilitarna działająca w Mińsku, początkowo za wiedzą i zgodą władz bolszewickich, a od stycznia 1918 roku w konspiracji.
Polska Straż Obywatelska Została utworzona 26 października (8 listopada st.st.) 1917 roku w Mińsku z inicjatywy miejscowej społeczności polskiej. W dniu tym miało miejsce zebranie założycielskie, na którym uchwalono jej regulamin oraz wybrano władze. Na czele organizacji stanął były prezydent Mińska, Stanisław Chrząstowski, zaś jego zastępcami zostali Władysław Olewiński i sympatyk bolszewików Jan Baryła. Deklarowanym głównym celem Straży było zabezpieczenie życia i mienia mieszkańców miasta. Początkowo działała oficjalnie, za zgodą bolszewickich władz rewolucyjnych. 18 stycznia 1918 roku Jan Baryła wydał rozkaz rozbrojenia organizacji. 23 stycznia miało miejsce konspiracyjne posiedzenie Sztabu Straży (bez Baryły) z członkami Komitetu Bezpieczeństwa Publicznego Rady Polskiej Ziemi Mińskiej. Podjęto na nim decyzję o przejściu Polskiej Straży Obywatelskiej do działalności podziemnej i kontynuowanie tajnych szkoleń wojskowych jej członków.